# Затемнення (шахова тема)
Те́ма зате́мнення — тема в шаховій композиції. Суть теми — одна чорна лінійна фігура у варіантах стає позаду другої фігури, внаслідок чого друга фігура перешкоджає діям фігури, яка зайшла за неї.

## Історія
На цю ідею були публікації задач на початку ХХ століття.
У тематичних варіантах чорні, захищаючись від певної загрози, змушені робити хід, стаючи своєю лінійною фігурою за іншу чорну фігуру, що є послабленням позиції. При оголошені мату чорні не можуть від нього захиститись через те, що на шляху стоїть інша чорна фігура, позаду якої опинилась лінійна фігура.
Складається враження, що ніби відбулось «затемнення», як на небі затемнення сонця, звідси і походить назва ідеї — тема затемнення. Ця ідея подібна до теми Аргуеллеса.
|   | a | b | c | d | e | f | g | h |   |
| 8 | e7 білий кінь · f7 білий король · h7 чорний пішак · f6 чорний пішак · e5 білий пішак · f5 білий ферзь · g5 чорний пішак · h5 чорна тура · b4 білий пішак · d4 чорний король · g4 чорний ферзь · c3 чорний пішак · e3 чорна тура · g3 білий кінь · c2 білий пішак · h2 чорний кінь · f1 білий слон · g1 білий слон | e7 білий кінь · f7 білий король · h7 чорний пішак · f6 чорний пішак · e5 білий пішак · f5 білий ферзь · g5 чорний пішак · h5 чорна тура · b4 білий пішак · d4 чорний король · g4 чорний ферзь · c3 чорний пішак · e3 чорна тура · g3 білий кінь · c2 білий пішак · h2 чорний кінь · f1 білий слон · g1 білий слон | e7 білий кінь · f7 білий король · h7 чорний пішак · f6 чорний пішак · e5 білий пішак · f5 білий ферзь · g5 чорний пішак · h5 чорна тура · b4 білий пішак · d4 чорний король · g4 чорний ферзь · c3 чорний пішак · e3 чорна тура · g3 білий кінь · c2 білий пішак · h2 чорний кінь · f1 білий слон · g1 білий слон | e7 білий кінь · f7 білий король · h7 чорний пішак · f6 чорний пішак · e5 білий пішак · f5 білий ферзь · g5 чорний пішак · h5 чорна тура · b4 білий пішак · d4 чорний король · g4 чорний ферзь · c3 чорний пішак · e3 чорна тура · g3 білий кінь · c2 білий пішак · h2 чорний кінь · f1 білий слон · g1 білий слон | e7 білий кінь · f7 білий король · h7 чорний пішак · f6 чорний пішак · e5 білий пішак · f5 білий ферзь · g5 чорний пішак · h5 чорна тура · b4 білий пішак · d4 чорний король · g4 чорний ферзь · c3 чорний пішак · e3 чорна тура · g3 білий кінь · c2 білий пішак · h2 чорний кінь · f1 білий слон · g1 білий слон | e7 білий кінь · f7 білий король · h7 чорний пішак · f6 чорний пішак · e5 білий пішак · f5 білий ферзь · g5 чорний пішак · h5 чорна тура · b4 білий пішак · d4 чорний король · g4 чорний ферзь · c3 чорний пішак · e3 чорна тура · g3 білий кінь · c2 білий пішак · h2 чорний кінь · f1 білий слон · g1 білий слон | e7 білий кінь · f7 білий король · h7 чорний пішак · f6 чорний пішак · e5 білий пішак · f5 білий ферзь · g5 чорний пішак · h5 чорна тура · b4 білий пішак · d4 чорний король · g4 чорний ферзь · c3 чорний пішак · e3 чорна тура · g3 білий кінь · c2 білий пішак · h2 чорний кінь · f1 білий слон · g1 білий слон | e7 білий кінь · f7 білий король · h7 чорний пішак · f6 чорний пішак · e5 білий пішак · f5 білий ферзь · g5 чорний пішак · h5 чорна тура · b4 білий пішак · d4 чорний король · g4 чорний ферзь · c3 чорний пішак · e3 чорна тура · g3 білий кінь · c2 білий пішак · h2 чорний кінь · f1 білий слон · g1 білий слон | 8 |
| 7 | e7 білий кінь · f7 білий король · h7 чорний пішак · f6 чорний пішак · e5 білий пішак · f5 білий ферзь · g5 чорний пішак · h5 чорна тура · b4 білий пішак · d4 чорний король · g4 чорний ферзь · c3 чорний пішак · e3 чорна тура · g3 білий кінь · c2 білий пішак · h2 чорний кінь · f1 білий слон · g1 білий слон | e7 білий кінь · f7 білий король · h7 чорний пішак · f6 чорний пішак · e5 білий пішак · f5 білий ферзь · g5 чорний пішак · h5 чорна тура · b4 білий пішак · d4 чорний король · g4 чорний ферзь · c3 чорний пішак · e3 чорна тура · g3 білий кінь · c2 білий пішак · h2 чорний кінь · f1 білий слон · g1 білий слон | e7 білий кінь · f7 білий король · h7 чорний пішак · f6 чорний пішак · e5 білий пішак · f5 білий ферзь · g5 чорний пішак · h5 чорна тура · b4 білий пішак · d4 чорний король · g4 чорний ферзь · c3 чорний пішак · e3 чорна тура · g3 білий кінь · c2 білий пішак · h2 чорний кінь · f1 білий слон · g1 білий слон | e7 білий кінь · f7 білий король · h7 чорний пішак · f6 чорний пішак · e5 білий пішак · f5 білий ферзь · g5 чорний пішак · h5 чорна тура · b4 білий пішак · d4 чорний король · g4 чорний ферзь · c3 чорний пішак · e3 чорна тура · g3 білий кінь · c2 білий пішак · h2 чорний кінь · f1 білий слон · g1 білий слон | e7 білий кінь · f7 білий король · h7 чорний пішак · f6 чорний пішак · e5 білий пішак · f5 білий ферзь · g5 чорний пішак · h5 чорна тура · b4 білий пішак · d4 чорний король · g4 чорний ферзь · c3 чорний пішак · e3 чорна тура · g3 білий кінь · c2 білий пішак · h2 чорний кінь · f1 білий слон · g1 білий слон | e7 білий кінь · f7 білий король · h7 чорний пішак · f6 чорний пішак · e5 білий пішак · f5 білий ферзь · g5 чорний пішак · h5 чорна тура · b4 білий пішак · d4 чорний король · g4 чорний ферзь · c3 чорний пішак · e3 чорна тура · g3 білий кінь · c2 білий пішак · h2 чорний кінь · f1 білий слон · g1 білий слон | e7 білий кінь · f7 білий король · h7 чорний пішак · f6 чорний пішак · e5 білий пішак · f5 білий ферзь · g5 чорний пішак · h5 чорна тура · b4 білий пішак · d4 чорний король · g4 чорний ферзь · c3 чорний пішак · e3 чорна тура · g3 білий кінь · c2 білий пішак · h2 чорний кінь · f1 білий слон · g1 білий слон | e7 білий кінь · f7 білий король · h7 чорний пішак · f6 чорний пішак · e5 білий пішак · f5 білий ферзь · g5 чорний пішак · h5 чорна тура · b4 білий пішак · d4 чорний король · g4 чорний ферзь · c3 чорний пішак · e3 чорна тура · g3 білий кінь · c2 білий пішак · h2 чорний кінь · f1 білий слон · g1 білий слон | 7 |
| 6 | e7 білий кінь · f7 білий король · h7 чорний пішак · f6 чорний пішак · e5 білий пішак · f5 білий ферзь · g5 чорний пішак · h5 чорна тура · b4 білий пішак · d4 чорний король · g4 чорний ферзь · c3 чорний пішак · e3 чорна тура · g3 білий кінь · c2 білий пішак · h2 чорний кінь · f1 білий слон · g1 білий слон | e7 білий кінь · f7 білий король · h7 чорний пішак · f6 чорний пішак · e5 білий пішак · f5 білий ферзь · g5 чорний пішак · h5 чорна тура · b4 білий пішак · d4 чорний король · g4 чорний ферзь · c3 чорний пішак · e3 чорна тура · g3 білий кінь · c2 білий пішак · h2 чорний кінь · f1 білий слон · g1 білий слон | e7 білий кінь · f7 білий король · h7 чорний пішак · f6 чорний пішак · e5 білий пішак · f5 білий ферзь · g5 чорний пішак · h5 чорна тура · b4 білий пішак · d4 чорний король · g4 чорний ферзь · c3 чорний пішак · e3 чорна тура · g3 білий кінь · c2 білий пішак · h2 чорний кінь · f1 білий слон · g1 білий слон | e7 білий кінь · f7 білий король · h7 чорний пішак · f6 чорний пішак · e5 білий пішак · f5 білий ферзь · g5 чорний пішак · h5 чорна тура · b4 білий пішак · d4 чорний король · g4 чорний ферзь · c3 чорний пішак · e3 чорна тура · g3 білий кінь · c2 білий пішак · h2 чорний кінь · f1 білий слон · g1 білий слон | e7 білий кінь · f7 білий король · h7 чорний пішак · f6 чорний пішак · e5 білий пішак · f5 білий ферзь · g5 чорний пішак · h5 чорна тура · b4 білий пішак · d4 чорний король · g4 чорний ферзь · c3 чорний пішак · e3 чорна тура · g3 білий кінь · c2 білий пішак · h2 чорний кінь · f1 білий слон · g1 білий слон | e7 білий кінь · f7 білий король · h7 чорний пішак · f6 чорний пішак · e5 білий пішак · f5 білий ферзь · g5 чорний пішак · h5 чорна тура · b4 білий пішак · d4 чорний король · g4 чорний ферзь · c3 чорний пішак · e3 чорна тура · g3 білий кінь · c2 білий пішак · h2 чорний кінь · f1 білий слон · g1 білий слон | e7 білий кінь · f7 білий король · h7 чорний пішак · f6 чорний пішак · e5 білий пішак · f5 білий ферзь · g5 чорний пішак · h5 чорна тура · b4 білий пішак · d4 чорний король · g4 чорний ферзь · c3 чорний пішак · e3 чорна тура · g3 білий кінь · c2 білий пішак · h2 чорний кінь · f1 білий слон · g1 білий слон | e7 білий кінь · f7 білий король · h7 чорний пішак · f6 чорний пішак · e5 білий пішак · f5 білий ферзь · g5 чорний пішак · h5 чорна тура · b4 білий пішак · d4 чорний король · g4 чорний ферзь · c3 чорний пішак · e3 чорна тура · g3 білий кінь · c2 білий пішак · h2 чорний кінь · f1 білий слон · g1 білий слон | 6 |
| 5 | e7 білий кінь · f7 білий король · h7 чорний пішак · f6 чорний пішак · e5 білий пішак · f5 білий ферзь · g5 чорний пішак · h5 чорна тура · b4 білий пішак · d4 чорний король · g4 чорний ферзь · c3 чорний пішак · e3 чорна тура · g3 білий кінь · c2 білий пішак · h2 чорний кінь · f1 білий слон · g1 білий слон | e7 білий кінь · f7 білий король · h7 чорний пішак · f6 чорний пішак · e5 білий пішак · f5 білий ферзь · g5 чорний пішак · h5 чорна тура · b4 білий пішак · d4 чорний король · g4 чорний ферзь · c3 чорний пішак · e3 чорна тура · g3 білий кінь · c2 білий пішак · h2 чорний кінь · f1 білий слон · g1 білий слон | e7 білий кінь · f7 білий король · h7 чорний пішак · f6 чорний пішак · e5 білий пішак · f5 білий ферзь · g5 чорний пішак · h5 чорна тура · b4 білий пішак · d4 чорний король · g4 чорний ферзь · c3 чорний пішак · e3 чорна тура · g3 білий кінь · c2 білий пішак · h2 чорний кінь · f1 білий слон · g1 білий слон | e7 білий кінь · f7 білий король · h7 чорний пішак · f6 чорний пішак · e5 білий пішак · f5 білий ферзь · g5 чорний пішак · h5 чорна тура · b4 білий пішак · d4 чорний король · g4 чорний ферзь · c3 чорний пішак · e3 чорна тура · g3 білий кінь · c2 білий пішак · h2 чорний кінь · f1 білий слон · g1 білий слон | e7 білий кінь · f7 білий король · h7 чорний пішак · f6 чорний пішак · e5 білий пішак · f5 білий ферзь · g5 чорний пішак · h5 чорна тура · b4 білий пішак · d4 чорний король · g4 чорний ферзь · c3 чорний пішак · e3 чорна тура · g3 білий кінь · c2 білий пішак · h2 чорний кінь · f1 білий слон · g1 білий слон | e7 білий кінь · f7 білий король · h7 чорний пішак · f6 чорний пішак · e5 білий пішак · f5 білий ферзь · g5 чорний пішак · h5 чорна тура · b4 білий пішак · d4 чорний король · g4 чорний ферзь · c3 чорний пішак · e3 чорна тура · g3 білий кінь · c2 білий пішак · h2 чорний кінь · f1 білий слон · g1 білий слон | e7 білий кінь · f7 білий король · h7 чорний пішак · f6 чорний пішак · e5 білий пішак · f5 білий ферзь · g5 чорний пішак · h5 чорна тура · b4 білий пішак · d4 чорний король · g4 чорний ферзь · c3 чорний пішак · e3 чорна тура · g3 білий кінь · c2 білий пішак · h2 чорний кінь · f1 білий слон · g1 білий слон | e7 білий кінь · f7 білий король · h7 чорний пішак · f6 чорний пішак · e5 білий пішак · f5 білий ферзь · g5 чорний пішак · h5 чорна тура · b4 білий пішак · d4 чорний король · g4 чорний ферзь · c3 чорний пішак · e3 чорна тура · g3 білий кінь · c2 білий пішак · h2 чорний кінь · f1 білий слон · g1 білий слон | 5 |
| 4 | e7 білий кінь · f7 білий король · h7 чорний пішак · f6 чорний пішак · e5 білий пішак · f5 білий ферзь · g5 чорний пішак · h5 чорна тура · b4 білий пішак · d4 чорний король · g4 чорний ферзь · c3 чорний пішак · e3 чорна тура · g3 білий кінь · c2 білий пішак · h2 чорний кінь · f1 білий слон · g1 білий слон | e7 білий кінь · f7 білий король · h7 чорний пішак · f6 чорний пішак · e5 білий пішак · f5 білий ферзь · g5 чорний пішак · h5 чорна тура · b4 білий пішак · d4 чорний король · g4 чорний ферзь · c3 чорний пішак · e3 чорна тура · g3 білий кінь · c2 білий пішак · h2 чорний кінь · f1 білий слон · g1 білий слон | e7 білий кінь · f7 білий король · h7 чорний пішак · f6 чорний пішак · e5 білий пішак · f5 білий ферзь · g5 чорний пішак · h5 чорна тура · b4 білий пішак · d4 чорний король · g4 чорний ферзь · c3 чорний пішак · e3 чорна тура · g3 білий кінь · c2 білий пішак · h2 чорний кінь · f1 білий слон · g1 білий слон | e7 білий кінь · f7 білий король · h7 чорний пішак · f6 чорний пішак · e5 білий пішак · f5 білий ферзь · g5 чорний пішак · h5 чорна тура · b4 білий пішак · d4 чорний король · g4 чорний ферзь · c3 чорний пішак · e3 чорна тура · g3 білий кінь · c2 білий пішак · h2 чорний кінь · f1 білий слон · g1 білий слон | e7 білий кінь · f7 білий король · h7 чорний пішак · f6 чорний пішак · e5 білий пішак · f5 білий ферзь · g5 чорний пішак · h5 чорна тура · b4 білий пішак · d4 чорний король · g4 чорний ферзь · c3 чорний пішак · e3 чорна тура · g3 білий кінь · c2 білий пішак · h2 чорний кінь · f1 білий слон · g1 білий слон | e7 білий кінь · f7 білий король · h7 чорний пішак · f6 чорний пішак · e5 білий пішак · f5 білий ферзь · g5 чорний пішак · h5 чорна тура · b4 білий пішак · d4 чорний король · g4 чорний ферзь · c3 чорний пішак · e3 чорна тура · g3 білий кінь · c2 білий пішак · h2 чорний кінь · f1 білий слон · g1 білий слон | e7 білий кінь · f7 білий король · h7 чорний пішак · f6 чорний пішак · e5 білий пішак · f5 білий ферзь · g5 чорний пішак · h5 чорна тура · b4 білий пішак · d4 чорний король · g4 чорний ферзь · c3 чорний пішак · e3 чорна тура · g3 білий кінь · c2 білий пішак · h2 чорний кінь · f1 білий слон · g1 білий слон | e7 білий кінь · f7 білий король · h7 чорний пішак · f6 чорний пішак · e5 білий пішак · f5 білий ферзь · g5 чорний пішак · h5 чорна тура · b4 білий пішак · d4 чорний король · g4 чорний ферзь · c3 чорний пішак · e3 чорна тура · g3 білий кінь · c2 білий пішак · h2 чорний кінь · f1 білий слон · g1 білий слон | 4 |
| 3 | e7 білий кінь · f7 білий король · h7 чорний пішак · f6 чорний пішак · e5 білий пішак · f5 білий ферзь · g5 чорний пішак · h5 чорна тура · b4 білий пішак · d4 чорний король · g4 чорний ферзь · c3 чорний пішак · e3 чорна тура · g3 білий кінь · c2 білий пішак · h2 чорний кінь · f1 білий слон · g1 білий слон | e7 білий кінь · f7 білий король · h7 чорний пішак · f6 чорний пішак · e5 білий пішак · f5 білий ферзь · g5 чорний пішак · h5 чорна тура · b4 білий пішак · d4 чорний король · g4 чорний ферзь · c3 чорний пішак · e3 чорна тура · g3 білий кінь · c2 білий пішак · h2 чорний кінь · f1 білий слон · g1 білий слон | e7 білий кінь · f7 білий король · h7 чорний пішак · f6 чорний пішак · e5 білий пішак · f5 білий ферзь · g5 чорний пішак · h5 чорна тура · b4 білий пішак · d4 чорний король · g4 чорний ферзь · c3 чорний пішак · e3 чорна тура · g3 білий кінь · c2 білий пішак · h2 чорний кінь · f1 білий слон · g1 білий слон | e7 білий кінь · f7 білий король · h7 чорний пішак · f6 чорний пішак · e5 білий пішак · f5 білий ферзь · g5 чорний пішак · h5 чорна тура · b4 білий пішак · d4 чорний король · g4 чорний ферзь · c3 чорний пішак · e3 чорна тура · g3 білий кінь · c2 білий пішак · h2 чорний кінь · f1 білий слон · g1 білий слон | e7 білий кінь · f7 білий король · h7 чорний пішак · f6 чорний пішак · e5 білий пішак · f5 білий ферзь · g5 чорний пішак · h5 чорна тура · b4 білий пішак · d4 чорний король · g4 чорний ферзь · c3 чорний пішак · e3 чорна тура · g3 білий кінь · c2 білий пішак · h2 чорний кінь · f1 білий слон · g1 білий слон | e7 білий кінь · f7 білий король · h7 чорний пішак · f6 чорний пішак · e5 білий пішак · f5 білий ферзь · g5 чорний пішак · h5 чорна тура · b4 білий пішак · d4 чорний король · g4 чорний ферзь · c3 чорний пішак · e3 чорна тура · g3 білий кінь · c2 білий пішак · h2 чорний кінь · f1 білий слон · g1 білий слон | e7 білий кінь · f7 білий король · h7 чорний пішак · f6 чорний пішак · e5 білий пішак · f5 білий ферзь · g5 чорний пішак · h5 чорна тура · b4 білий пішак · d4 чорний король · g4 чорний ферзь · c3 чорний пішак · e3 чорна тура · g3 білий кінь · c2 білий пішак · h2 чорний кінь · f1 білий слон · g1 білий слон | e7 білий кінь · f7 білий король · h7 чорний пішак · f6 чорний пішак · e5 білий пішак · f5 білий ферзь · g5 чорний пішак · h5 чорна тура · b4 білий пішак · d4 чорний король · g4 чорний ферзь · c3 чорний пішак · e3 чорна тура · g3 білий кінь · c2 білий пішак · h2 чорний кінь · f1 білий слон · g1 білий слон | 3 |
| 2 | e7 білий кінь · f7 білий король · h7 чорний пішак · f6 чорний пішак · e5 білий пішак · f5 білий ферзь · g5 чорний пішак · h5 чорна тура · b4 білий пішак · d4 чорний король · g4 чорний ферзь · c3 чорний пішак · e3 чорна тура · g3 білий кінь · c2 білий пішак · h2 чорний кінь · f1 білий слон · g1 білий слон | e7 білий кінь · f7 білий король · h7 чорний пішак · f6 чорний пішак · e5 білий пішак · f5 білий ферзь · g5 чорний пішак · h5 чорна тура · b4 білий пішак · d4 чорний король · g4 чорний ферзь · c3 чорний пішак · e3 чорна тура · g3 білий кінь · c2 білий пішак · h2 чорний кінь · f1 білий слон · g1 білий слон | e7 білий кінь · f7 білий король · h7 чорний пішак · f6 чорний пішак · e5 білий пішак · f5 білий ферзь · g5 чорний пішак · h5 чорна тура · b4 білий пішак · d4 чорний король · g4 чорний ферзь · c3 чорний пішак · e3 чорна тура · g3 білий кінь · c2 білий пішак · h2 чорний кінь · f1 білий слон · g1 білий слон | e7 білий кінь · f7 білий король · h7 чорний пішак · f6 чорний пішак · e5 білий пішак · f5 білий ферзь · g5 чорний пішак · h5 чорна тура · b4 білий пішак · d4 чорний король · g4 чорний ферзь · c3 чорний пішак · e3 чорна тура · g3 білий кінь · c2 білий пішак · h2 чорний кінь · f1 білий слон · g1 білий слон | e7 білий кінь · f7 білий король · h7 чорний пішак · f6 чорний пішак · e5 білий пішак · f5 білий ферзь · g5 чорний пішак · h5 чорна тура · b4 білий пішак · d4 чорний король · g4 чорний ферзь · c3 чорний пішак · e3 чорна тура · g3 білий кінь · c2 білий пішак · h2 чорний кінь · f1 білий слон · g1 білий слон | e7 білий кінь · f7 білий король · h7 чорний пішак · f6 чорний пішак · e5 білий пішак · f5 білий ферзь · g5 чорний пішак · h5 чорна тура · b4 білий пішак · d4 чорний король · g4 чорний ферзь · c3 чорний пішак · e3 чорна тура · g3 білий кінь · c2 білий пішак · h2 чорний кінь · f1 білий слон · g1 білий слон | e7 білий кінь · f7 білий король · h7 чорний пішак · f6 чорний пішак · e5 білий пішак · f5 білий ферзь · g5 чорний пішак · h5 чорна тура · b4 білий пішак · d4 чорний король · g4 чорний ферзь · c3 чорний пішак · e3 чорна тура · g3 білий кінь · c2 білий пішак · h2 чорний кінь · f1 білий слон · g1 білий слон | e7 білий кінь · f7 білий король · h7 чорний пішак · f6 чорний пішак · e5 білий пішак · f5 білий ферзь · g5 чорний пішак · h5 чорна тура · b4 білий пішак · d4 чорний король · g4 чорний ферзь · c3 чорний пішак · e3 чорна тура · g3 білий кінь · c2 білий пішак · h2 чорний кінь · f1 білий слон · g1 білий слон | 2 |
| 1 | e7 білий кінь · f7 білий король · h7 чорний пішак · f6 чорний пішак · e5 білий пішак · f5 білий ферзь · g5 чорний пішак · h5 чорна тура · b4 білий пішак · d4 чорний король · g4 чорний ферзь · c3 чорний пішак · e3 чорна тура · g3 білий кінь · c2 білий пішак · h2 чорний кінь · f1 білий слон · g1 білий слон | e7 білий кінь · f7 білий король · h7 чорний пішак · f6 чорний пішак · e5 білий пішак · f5 білий ферзь · g5 чорний пішак · h5 чорна тура · b4 білий пішак · d4 чорний король · g4 чорний ферзь · c3 чорний пішак · e3 чорна тура · g3 білий кінь · c2 білий пішак · h2 чорний кінь · f1 білий слон · g1 білий слон | e7 білий кінь · f7 білий король · h7 чорний пішак · f6 чорний пішак · e5 білий пішак · f5 білий ферзь · g5 чорний пішак · h5 чорна тура · b4 білий пішак · d4 чорний король · g4 чорний ферзь · c3 чорний пішак · e3 чорна тура · g3 білий кінь · c2 білий пішак · h2 чорний кінь · f1 білий слон · g1 білий слон | e7 білий кінь · f7 білий король · h7 чорний пішак · f6 чорний пішак · e5 білий пішак · f5 білий ферзь · g5 чорний пішак · h5 чорна тура · b4 білий пішак · d4 чорний король · g4 чорний ферзь · c3 чорний пішак · e3 чорна тура · g3 білий кінь · c2 білий пішак · h2 чорний кінь · f1 білий слон · g1 білий слон | e7 білий кінь · f7 білий король · h7 чорний пішак · f6 чорний пішак · e5 білий пішак · f5 білий ферзь · g5 чорний пішак · h5 чорна тура · b4 білий пішак · d4 чорний король · g4 чорний ферзь · c3 чорний пішак · e3 чорна тура · g3 білий кінь · c2 білий пішак · h2 чорний кінь · f1 білий слон · g1 білий слон | e7 білий кінь · f7 білий король · h7 чорний пішак · f6 чорний пішак · e5 білий пішак · f5 білий ферзь · g5 чорний пішак · h5 чорна тура · b4 білий пішак · d4 чорний король · g4 чорний ферзь · c3 чорний пішак · e3 чорна тура · g3 білий кінь · c2 білий пішак · h2 чорний кінь · f1 білий слон · g1 білий слон | e7 білий кінь · f7 білий король · h7 чорний пішак · f6 чорний пішак · e5 білий пішак · f5 білий ферзь · g5 чорний пішак · h5 чорна тура · b4 білий пішак · d4 чорний король · g4 чорний ферзь · c3 чорний пішак · e3 чорна тура · g3 білий кінь · c2 білий пішак · h2 чорний кінь · f1 білий слон · g1 білий слон | e7 білий кінь · f7 білий король · h7 чорний пішак · f6 чорний пішак · e5 білий пішак · f5 білий ферзь · g5 чорний пішак · h5 чорна тура · b4 білий пішак · d4 чорний король · g4 чорний ферзь · c3 чорний пішак · e3 чорна тура · g3 білий кінь · c2 білий пішак · h2 чорний кінь · f1 білий слон · g1 білий слон | 1 |
|   | a | b | c | d | e | f | g | h |   |

FEN: 8/4NK1p/5p2/4PQpr/1P1k2q1/2p1r1N1/2P4n/5BB1
1. Ke6! ~ 2. Sc6#
1. … Qf3 2. Qd3#
1. … Qe2 2. Qe4#
- — - — - — -
1. … Qxf5+ 2. Sexf5#